# Rudka (Subkarpaten)
Rudka is een plaats in het Poolse district  Przeworski, woiwodschap Subkarpaten. De plaats maakt deel uit van de gemeente Sieniawa en telt 860 inwoners.